# Quartier Alliés-Alpins

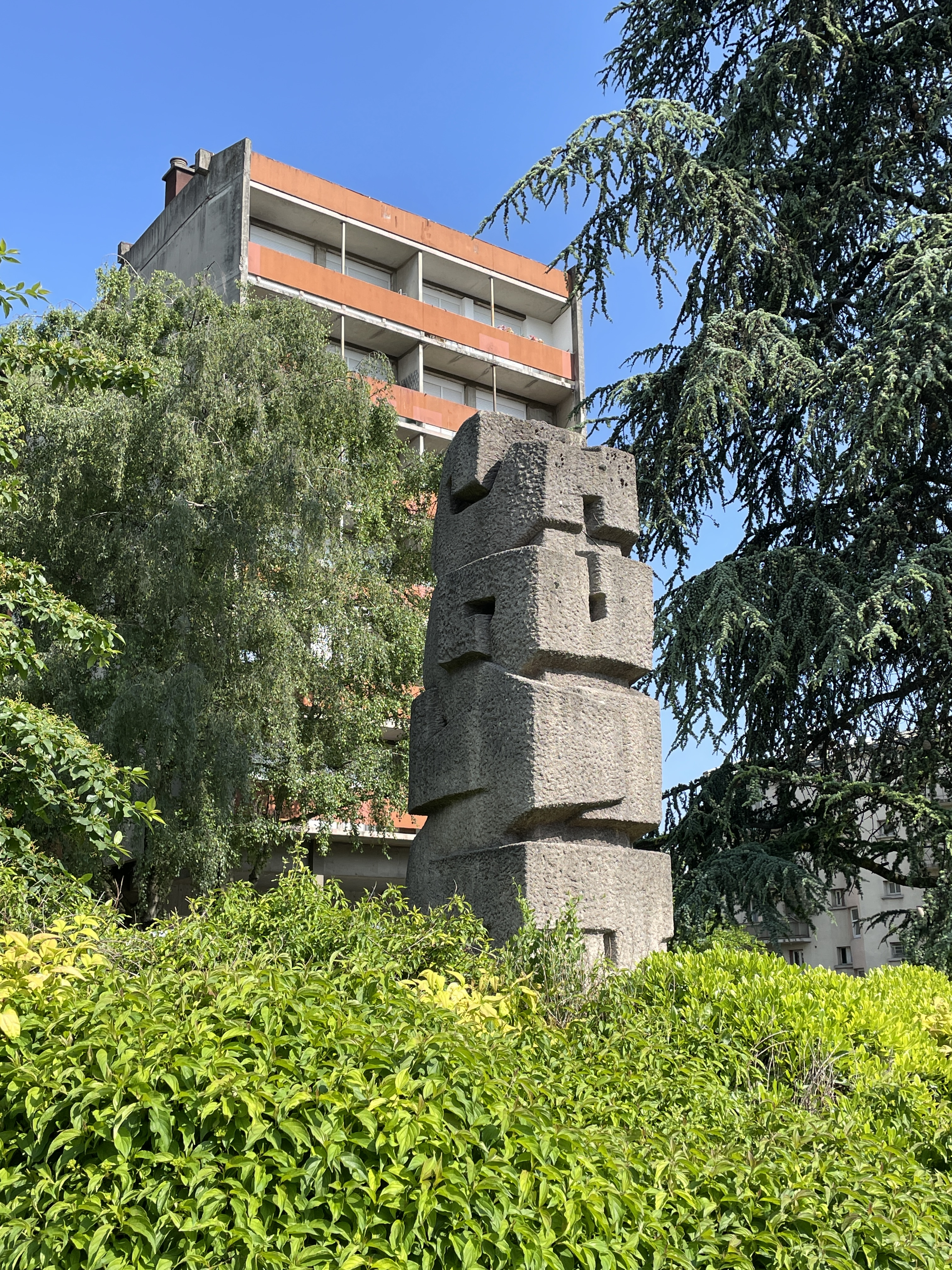
«L’esprit de la terre», œuvre de 1967 de Magda Franck, artiste hongroise (1914-2010), devant le ccas des Alpins (2 rue Lieutenant Chabal)

Le quartier Alliés-Alpins, dans le secteur 4 de Grenoble qui en compte six, est articulé autour de la rue des Alliés, anciennement chemin des Alpins, au sud-ouest des grands boulevards. Le chemin des Alpins porterait ce nom depuis 1893 en souvenir des troupes alpines qui s’illustrèrent au cours des conflits de 1870. Au Nord, c’est le quartier des Alliés, et au sud, celui des Alpins. La rue des Alliés fut créée en 1924-1925, à partir de l’élargissement d’une partie du chemin des Alpins, d’où la double nomination du quartier. Elle évoque donc les Alliés de la Première Guerre mondiale. Pour ce qui concerne le quartier des Alliés, il va de la rue Léo-Lagrange à l’est et au Nord, puis vers la rue général Mangin à l’Ouest. L’utilisation de ce nom y est fréquente puisqu’on parle de la « Bibliothèque de l’Alliance », ou des « Bâtiments de l’Alliance » qui abritent des services de la Ville depuis le début du XXe siècle. Les Alpins, partent de la rue Jean-Perrin au Sud, de l'avenue Léon-Blum à l’Est, et la rue général Garibaldi à l’ouest. 

## Histoire

### AuXVIIIesiècle
Historiquement, ses habitants le décrivent comme le quartier Labeye ou le quartier des Granges, nom présent sur les cartes de Grenoble depuis le XVIIIe siècle. Cette appellation fait référence au caractère rural de cette zone avec ses vergers, ses étangs, ses fermes, ses bosquets et ses jardins maraîchers. Des plans datant de 1917, du Cabinet Meunier et Fumet, décrivent cette zone sud de Grenoble avec des lieux dits aux noms évocateurs : Bon Vert, Le Marais, Pré Rioux, Pré Rencurel, Prémol, Beauvert, Villefrance, Embouchage, glaires des Granges. 

### Entre-deux-guerres

#### Développement urbain

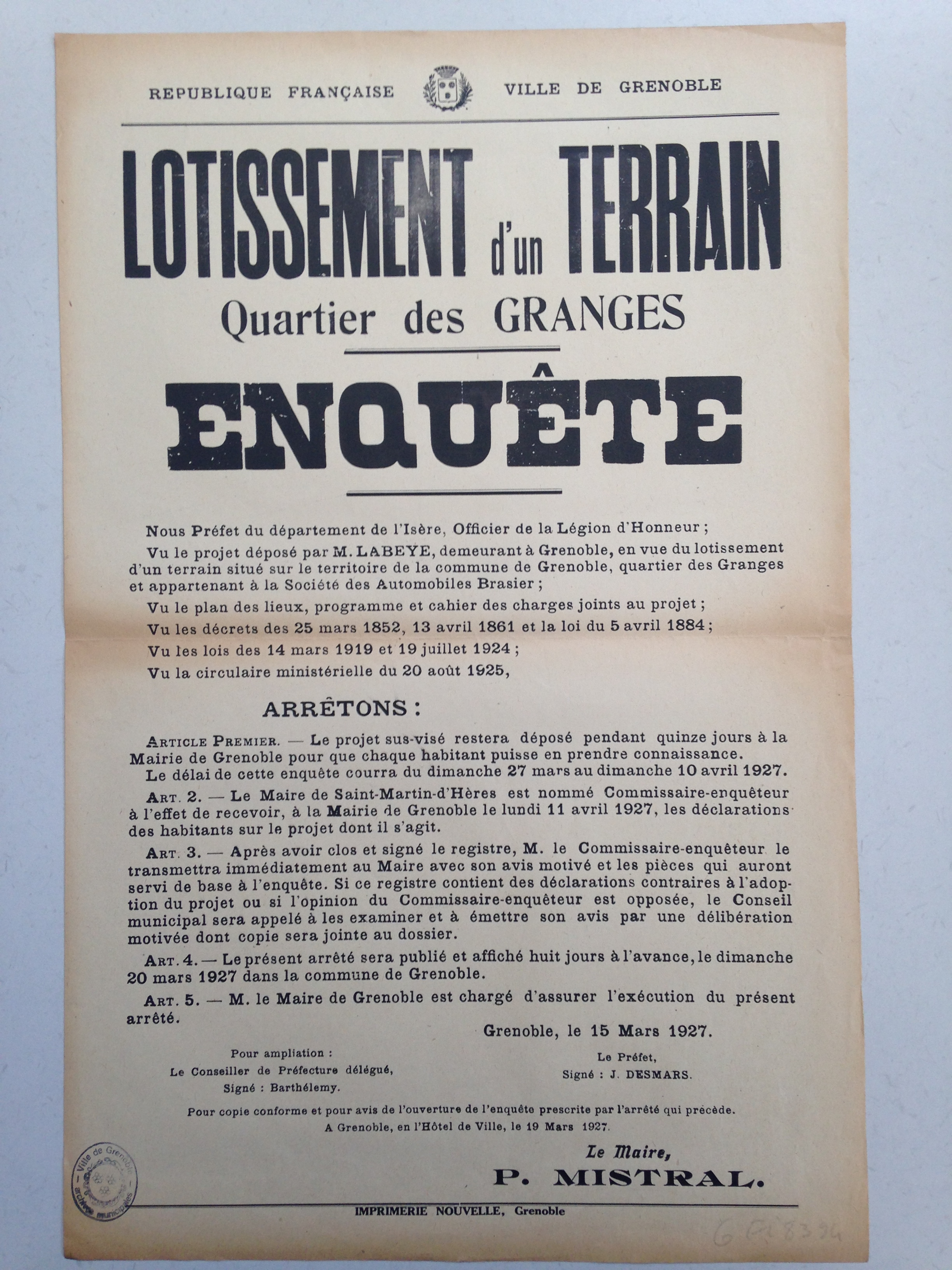
AFFICHES : collection de l'année 1927. République française - lotissement d'un terrain, quartier des Granges - (enquête)

Son nom est repris par la société immobilière qui assura le développement au sud de la ville au début des années 1930. Les terrains comprennent encore parfois ces longrines qui soutenaient les cabanons des jardiniers. Ce quartier émergea à la fin des années vingt, près de la caserne Bayard, construite vers 1890 et remplacée en 1986 par le parc Pompidou. D’une capacité de 400 chasseurs alpins, elle rythmait la vie de cet endroit, avec autour des zones de fourrage et d’embouchage des chevaux. Un peu plus bas, autour du chemin des Alpins, dès 1920, le comte de Marliave, Président de la compagnie des Mines de La Mure, contribua à ses voiries et à son développement. Les premières maisons profitent des avantages du béton moulé, spécialité de la région, dans la lignée de la Tour Perret (1925) ou du Garage hélicoïdal de Grenoble (1932). À la même époque se construisait le téléphérique de Grenoble Bastille (1934), scellant l’image dynamique de Grenoble comme ville de montagne, de tourisme et d’industries. Dans le parc Paul-Mistral, le monument dédié aux Diables Bleus, les chasseurs Alpins, fut érigé dans ces mêmes années (1936). Des affiches présentant aux habitants des lotissements de terrains furent publiées en 1927 (via M. Labeye, marchand de biens) puis 1931 (par la Société immobilière des Granges) signées du Maire Paul Mistral. Soucieux de leur vie commune et du meilleur développement de leur quartier, les habitants créèrent dès 1932 le « syndicat de défense des habitants du quartier des Alliés - Alpins », ancêtre de l’Union de quartier actuelle.

#### Inauguration et peuplement
Aux Alliés, le quartier Louvois Les Granges fut inauguré en juin 1933 par son successeur Léon Martin. Les rues, portant au début de simples numéros de voies autour de la rue des Alliés, furent rattachées à la ville vers 1930. Elles furent toutes baptisées de noms d’écrivains, d’inventeurs, ou de généraux célèbres: Franklin/Jacquard/Charcot, Louvois/Drouot/Mangin, Balzac/Chateaubriand.
Le quartier continuera son développement jusque vers 1938-1940. Ces propriétés apparurent avec le dynamisme économique et les besoins de main d’œuvre de ces années de reconstruction. Les pionniers provenaient pour la plupart d' Isère (massifs de Belledonne, de l'Oisans, du Trièves, du Taillefer), des départements proches (Hautes Alpes, Alpes de Haute Provence, Drôme, Ain), ainsi que de pays voisins européens, Italie ou Espagne.  
Grâce à la loi du ministre du travail Louis Loucheur de 1928, sous la présidence de Paul Doumer, ces postulants aux métiers divers, menuisiers, expert-comptables, dessinateurs industriels, sellier-bourreliers, artisans, ex soldats de 14-18, postiers, cheminots, cadres et commerçants, tous un peu esthètes, pouvaient acquérir ces villas à un taux attractif. Ces nouveaux propriétaires achetaient des parcelles aux Automobiles Brasier, constructeur renommé mais en déclin vers 1929, et dont l’activité aéronautique était sans doute justifiée par la proximité de l’aéroport de Grenoble-Mermoz.  
Elles devinrent un quartier résidentiel varié au style moderniste géométrique et ordonné. Le cabinet d’architectes et géomètres Fumet et Noiray en dessina ce style si caractéristique dans un ensemble cohérent et différencié, avec un sens affirmé de l’ornementation.

#### Ilots de style Art Déco

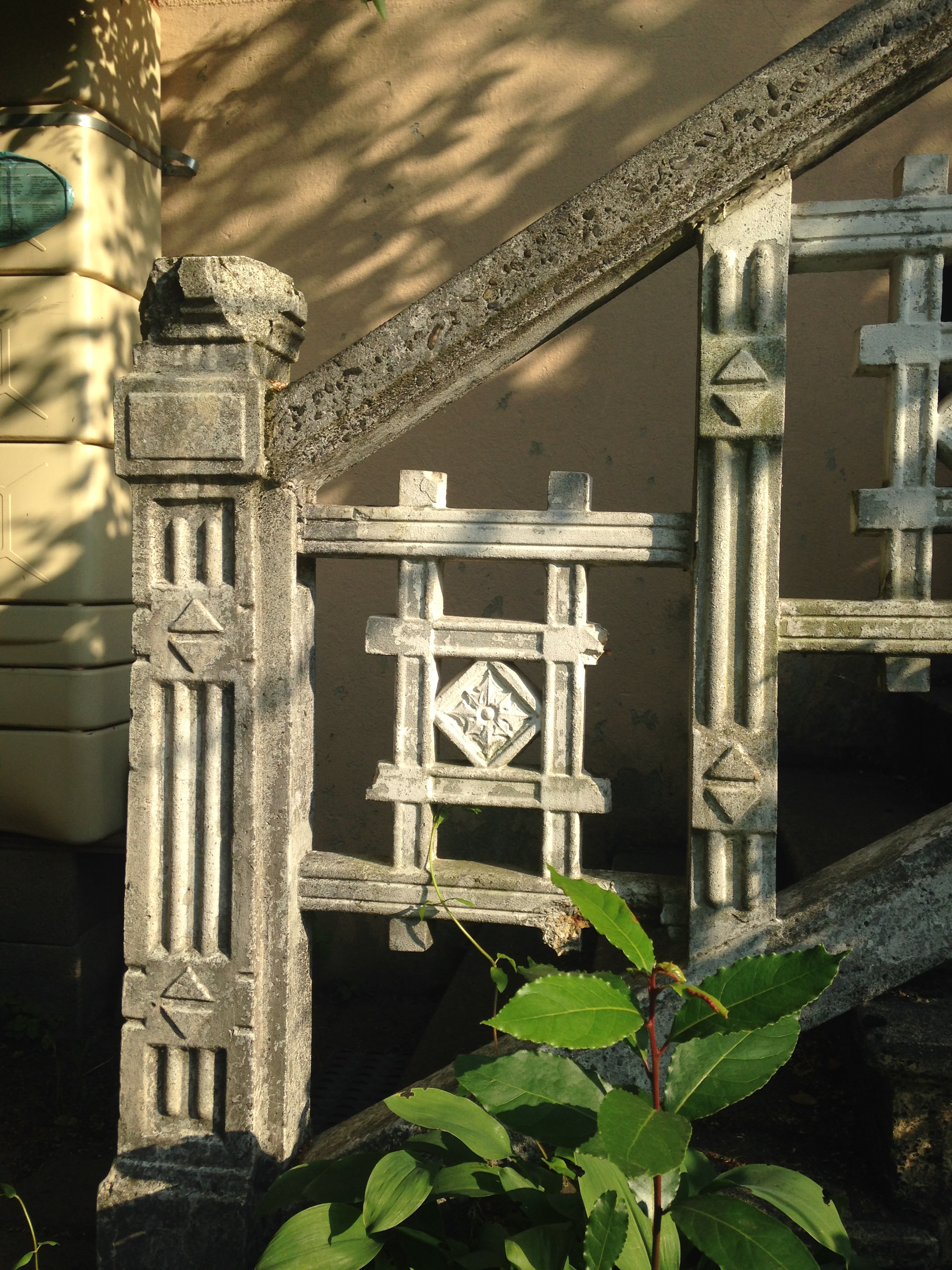

L’architecture est de style Art Déco, avec productions en série, dans des ilots, avec des formes droites, répétitives, simples. En ces caractéristiques, il découlait du style Haussmanien fréquent en centre-ville, rectiligne, symétrique, mais avec en supplément un esprit décoratif.  
Les pavillons sont élevés sur plusieurs niveaux. Les toits sont de tuiles mécaniques, avec la présence d’épis de faîtage, principalement esthétiques, en présence de 3 pans dont la croupe de toit. Les ouvertures aux murs sont plus grandes. Les portes sont en chêne et renforcées de ferronnerie. Des murets, avec leur couvertine, soutiennent des grilles en fer forgé, illustrées de motifs décoratifs rectilignes ou incurvés, avec parfois des initiales. Les piliers soutiennent globes, cubes, ou vasques.  Les escaliers en béton armé sont construits pièce par pièce en usine avec des moules spéciaux. Ces éléments sont particulièrement travaillés comme l’attestent les triangles, rectangles ou les rainurages présents sur les balustres. Les fenêtres sont entourées de linteaux cintrés en entourage complet. Certaines avancées de toits sont soutenues par des consoles chanfreinées. Au sol, les pavements portent des motifs originaux polychromes. Pour ces habitations 1930, le cahier des charges est commun, mais chaque réalisation est unique. La Fondation du Patrimoine y a accordé son premier label quinquennal pour une maison dans Grenoble  
. De cette histoire et de ces caractéristiques, le quartier Alliés-Louvois les Granges-Alpins retire une triple valeur. Une valeur historique et économique d’abord. C’est en effet la première page de l’histoire du développement local hors grands boulevards, de l’ expansion démographique et économique de l’entre-deux-guerres, de la première zone industrielle du grand Grenoble. Une valeur architecturale et technique ensuite, celle de la France des années 1930: avec le style Art Déco, né à Paris en 1925, ce style exprime une ouverture vers de nouvelles formes, couleurs, espaces et matières avec un regard esthétique. Enfin, une valeur humaine, car l’histoire de ce quartier rejoint celle des Alpes des alentours et d’ailleurs, avec un mode de vie mêlant habitat, proximité et activité, entrepreneuriat et convivialité. 

## Caractéristiques
Le paysage urbain des Alliés-Alpins se caractérise par la présence çà et là de maisons typiquement grenobloises datant des années 1920-1930. Elles sont mitoyennes ou indépendantes, parfois en ilots, avec des jardins ou jardinets. On en croise aussi par exemple dans les secteurs Libération, Bajatière ou l’Île Verte. Le plan local d’urbanisme en vigueur cite par exemple le « quartier Louvois », avec ses descriptions et préconisations spécifiques. C’est le chapitre des immeubles construits entre 1840 et 1940 qui s’applique au quartier. Les règles et recommandations spécifiques sont détaillées dans la notice D2-1 Notice Architecturale du PLU, notice architecturale de protection du patrimoine et des ensembles homogènes (p15, 3.2.2.e-Quartier Louvois). Il est du type 3 sur les 7 types recensés (le type 3 a comme critères style du bâti + position dans les parcelles + gabarit + caractéristiques et style de la clôture), et porte la référence 3039 dans la notice architecturale du PLU (« Louvois - Balzac »)[pas clair]. 
Le quartier Alliés-Alpins possède l'immeuble GrenoblIX dans la rue général Mangin, premier centre de données écologique construit en France.

## Photos

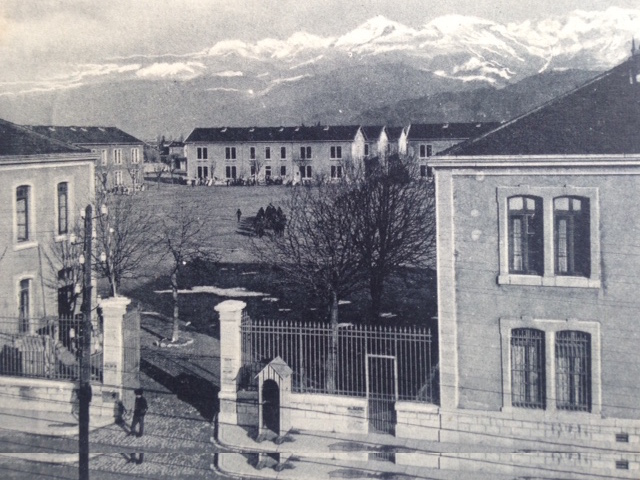
L'ancienne Caserne Bayard, remplacée en 1986 par le Parc Pompidou
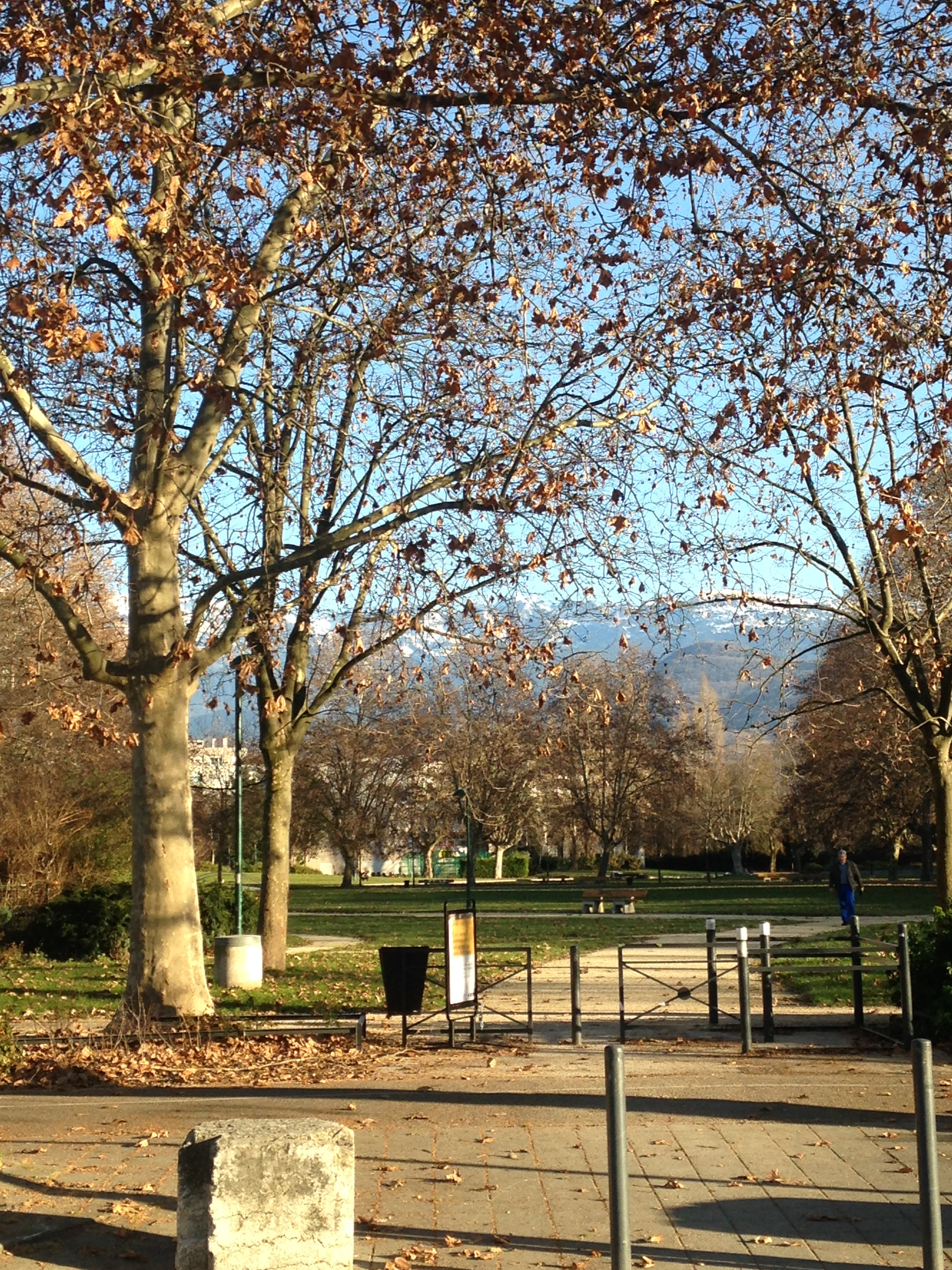
L'entrée du Parc Pompidou, côté Vercors, face à l'avenue Rochambeau
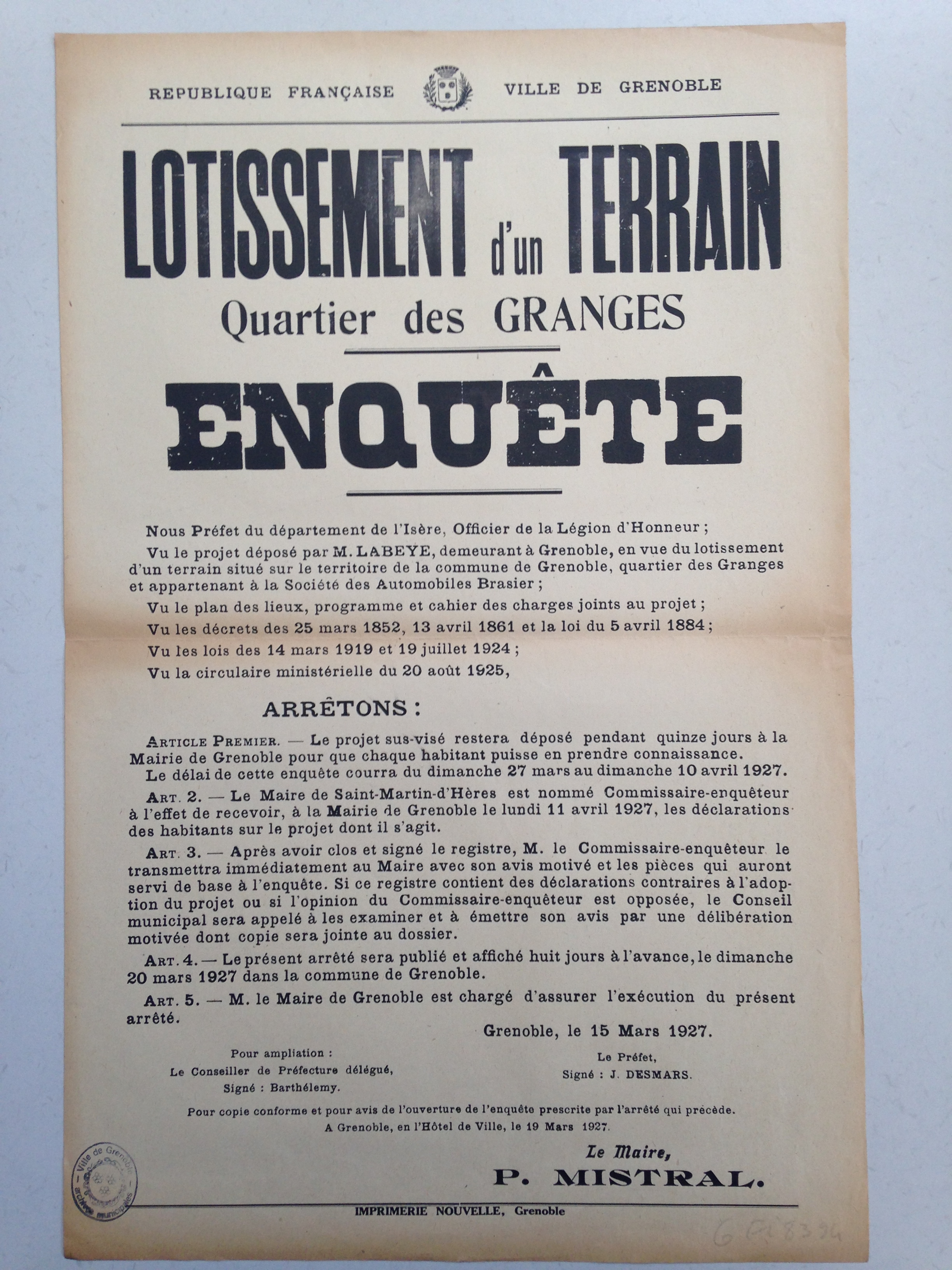
AFFICHES : collection de l'année 1927. République française - lotissement d'un terrain, quartier des Granges - (enquête)